# Arytera microphylla
Arytera microphylla är en kinesträdsväxtart som först beskrevs av George Bentham, och fick sitt nu gällande namn av Ludwig Radlkofer. Arytera microphylla ingår i släktet Arytera och familjen kinesträdsväxter. Inga underarter finns listade i Catalogue of Life.